# FOXスポーツネット
FOXスポーツネット（Fox Sports Net、FSN）は、アメリカ合衆国のスポーツ専門チャンネル。ESPNのような全国向けの放送ではなく、ローカル向けの放送を行うRegional Sports Network（RSN）である。21世紀フォックス傘下→現ダイヤモンド・スポーツ・グループ傘下。2021年3月31日にブランド名をBallyスポーツ（Bally Sports）に変更した。

## 概要
ローカル向け放送の放映権がチームと放送局の間で結ばれるMLB、NBA、NHLでは数多くのチームと契約している。一方、NFLはレギュラーシーズン・プレイオフ全試合が全国放送扱いのため、地上波のFOXネットワークで放送され、FSNではプレシーズンゲームの一部放送にとどまる。
また、カレッジフットボールやカレッジバスケットボールにも力を入れている。
シンクレア・ブロードキャスト・グループが運営（YESネットワークのみヤンキース・グローバル・エンタープライズが運営）しているが、かつては衛星放送大手のディレクTVや大手ケーブルテレビ局のコムキャスト・ケーブルビジョンが所有している局もあった（これらの局はチャンネル名を変更しているが、FSNからの番組供給は継続している）。

## 沿革
- 1976年 - 世界初のスポーツ専門チャンネルとしてSportsChannel（FSNニューヨークを経て現在はMSG Plus）が開局。
- 1983年 - Home Sports Entertainment（HSE、現在のFSNサウスウエスト）が開局。
- 1996年 - ニューズ・コーポレーションとリバティメディア（当時TCIの番組制作統括部門）の折半出資によりFox/Liberty Networks(FOX/Liberty)を設立。リバティメディアが運営していたPrime Sportsとニューズ・コーポレーションがターナー・ブロードキャスティング・システム（TBS）から買収したSportSouthを統合する形でFox Sports Net発足。
- 1997年 -　Fox/Liberty、ケーブルビジョンと提携、Regional Programming Partners(RPP)設立（出資比率はケーブルビジョン60%、Fox/Liberty 40%）。また、ケーブルビジョンが所有していたSportsChannel Americaにも50%出資、National Sports Pathnerに改称。SportsChannel加盟局がFox Sports Netに加わる（フロリダのみ2000年加入）。
- 1999年 - ニューズ・コーポレーション、自社株とリバティメディアが保有するFox/Libertyの持ち分を交換。
- 2004年 - 通称であったFSNを通常使用する呼称とする。
- 2005年 - RPP解体により、ニューズ・コーポレーションはFSNの経営権の100%を握ると共に、オハイオ・フロリダを所有。一方、ケーブルビジョンはマディソン・スクエア・ガーデン（NBA・ニューヨーク・ニックス、NHL・ニューヨーク・レンジャースを含む）、およびニューヨーク・シカゴ・ニューイングランド（コムキャストが50%保有）を所有。ベイエリアはRPPと同じ出資比率となる。
- 2006年 - FSNシカゴ閉局。リバティメディアが所有するニューズ・コーポレーション株式とニューズ・コーポレーションが保有していたディレクTV株式およびノースウエスト・ピッツバーグ・ロッキーマウンテンの3局を交換することに合意（2008年2月実施）。
- 2007年 - コムキャスト、ケーブルビジョンよりニューイングランドおよびベイエリアの出資分を買収。ニューイングランドがFSNからCSN(Comcast SportsNet)にチャンネル名変更。
- 2008年 - ニューズ・コーポレーション直営局について、チャンネル名を「Fox Sports Net （エリア名）」から「Fox Sports （エリア名）」に、通常使用する呼称を「FSN （エリア名）」から「FS（エリア名）」（MLB、NBA、NHLの試合中継では「FS（チーム名）」、FSはチームカラーを用いる）とする。リバティメディア保有の3局はFSNを継続して使用、コムキャストが筆頭株主のベイエリアはCSNに、ケーブルビジョン保有のニューヨークは「MSG Plus」(MSG+)にそれぞれチャンネル名を変更。
- 2009年 - リバティ・エンターテイメント（リバティメディアのトラッキング・ストック）とディレクTVグループの合併により、ノースウエスト・ピッツバーグ・ロッキーマウンテンの3局がディレクTV傘下に。
- 2011年 - ディレクTVグループが保有する3局が「Root Sports」にチャンネル名を変更。
- 2013年 - ニューズ・コーポレーションの分社化により、運営元が21世紀フォックスになる。
- 2019年 - ウォルト・ディズニー・カンパニーが21世紀フォックスを買収。ディズニーが運営するようになるがその後すぐにシンクレア・ブロードキャスト・グループに売却[1]。

## FSNのネットワーク
※PSはPrime Sports、SCはSportsChannelが前身の局
| チャンネル名                                | 放送エリア | 主なホームチーム・カンファレンス | 開局                                                    | 備考                   |
| ------------------------------------------- | --- | --- | ------------------------------------------------------- | ---------------------- |
| FOXスポーツ・アリゾナ (FSARIZONA)           | アリゾナ州、ニューメキシコ州、ユタ州、ネバダ州南部                                                               | アリゾナ・ダイヤモンドバックス(MLB、FSDBACKS)、フェニックス・サンズ(NBA、FSSUNS)、フェニックス・コヨーテズ(NHL、FSCOYOTES)、パシフィック・テン・カンファレンス(Pac-10) | 1996年(PS)                                              | Fox Sports Arizona     |
| FOXスポーツ・デトロイト (FSDETROIT)         | ミシガン州、インディアナ州北東部、オハイオ州北東部、ウィスコンシン州北東部                                       | デトロイト・タイガース(MLB、FSTIGERS)、デトロイト・ピストンズ(NBA、FSPISTONS)、デトロイト・レッドウィングス(NHL、FSRED WINGS) | 1997年                                                  | Fox Sports Detroit     |
| FOXスポーツ・フロリダ (FSFLORIDA)           | フロリダ州、アラバマ州南部                                                                                       | タンパベイ・レイズ(MLB、FSRAYS)、マイアミ・マーリンズ(MLB、FSMARLINS)、オーランド・マジック(NBA、FSMAGIC)、フロリダ・パンサーズ(NHL、FSPANTHERS)、アトランティック・コースト・カンファレンス(ACC)、ビッグ・イースト・カンファレンス(Big East)                                               | 1987年(SC)                                              | Fox Sports Florida     |
| サン・スポーツ (SUNSPORTS)                  | フロリダ州 | マイアミ・マーリンズ(MLB、SUNMARLINS)、タンパベイ・レイズ(MLB、SUNRAYS)、オーランド・マジック(NBA、SUNMAGIC)、マイアミ・ヒート(NBA、SUNHEAT)、タンパベイ・ライトニング(NHL、SUNLIGHTNING)、フロリダ・パンサーズ(NHL、SUNPANTHERS)                                                           | 1988年（2004年まで「サンシャイン・ネットワーク」。PS）  | Fox Sports Florida     |
| FOXスポーツ・ヒューストン (FSHOUSTON)       | テキサス州、ルイジアナ州、オクラホマ州、ニューメキシコ州東部、アーカンソー州                                     | ヒューストン・アストロズ(MLB、FSASTROS)、ヒューストン・ロケッツ(NBA、FSROCKETS)、ビッグ12カンファレンス(Big 12) | 2005年（2009年サウスイーストから独立）                  | Fox Sports Houston     |
| FOXスポーツ・インディアナ (FSINDIANA)       | インディアナ州中央部                                                                                             | シンシナティ・レッズ(MLB、オハイオより)、インディアナ・ペイサーズ(NBA、FSPACERS)、Big 12 | 2006年（ミッドウエストから独立）                        | Fox Sports Midwest     |
| FOXスポーツ・カンザスシティ (FSKANSAS CITY) | カンザスシティ、ミズーリ州中央部・西部、ネブラスカ州東部、カンザス州、アイオワ州                                 | カンザスシティ・ロイヤルズ(MLB、FSROYALS)、セントルイス・ブルース(NHL、ミッドウエストより)、Big 12 | 2008年（ミッドウエストから独立）                        | Fox Sports Kansas City |
| FOXスポーツ・ミッドウエスト (FSMID WEST)    | ミズーリ州東部・中央部、イリノイ州南部、インディアナ州南部、アイオワ州                                           | セントルイス・カージナルス(MLB、FSCARDINALS)、セントルイス・ブルース(NHL、FSBLUES）、Big 12、サウスイースタン・カンファレンス(SEC) | 1989年(PS)                                              | Fox Sports Mid West    |
| FOXスポーツ・ノース (FSNORTH)               | ミネソタ州、ウィスコンシン州、アイオワ州、アッパー半島、ノースダコタ州、サウスダコタ州                           | ミネソタ・ティンバーウルブズ(NBA、FSWOLVES)、ミネソタ・ツインズ(MLB、FSTWINS)、ミネソタ・ワイルド(NHL、FSWILD)、ビッグ・テン・カンファレンス(Big Ten)、ビッグ・イースト・カンファレンス(Big East)                                                                                           | 1986年(SC)                                              | Fox Sports North       |
| FOXスポーツ・オハイオ (FSOHIO)              | オハイオ州、インディアナ州、ケンタッキー州、ペンシルベニア州南西部、ウエストバージニア州、ニューヨーク州南東部   | クリーブランド・キャバリアーズ(NBA、FSCAVALIERS)、シンシナティ・レッズ(MLB、FSREDS)、コロンバス・ブルージャケッツ(NHL、FSBLUE JACKETS)、Big East、SEC | 1989年(SC)                                              | Fox Sports Ohio        |
| FOXスポーツ・サウス (FSSOUTH)               | アラバマ州、ジョージア州、ケンタッキー州、ミシシッピ州                                                           | アトランタ・ブレーブス(MLB、FSBRAVES)、アトランタ・ホークス(NBA、FSHAWKS）、アトランタ・スラッシャーズ(NHL、FSTHRASHERS)、ACC、SEC | 1990年（1996年まで「SportSouth」）                      | Fox Sports South       |
| スポーツサウス (SportSouth)                 | アラバマ州、ジョージア州、ケンタッキー州、ミシシッピ州、ノースカロライナ州の一部、サウスカロライナ州、テネシー州 | アトランタ・ブレーブス(MLB)、アトランタ・ホークス(NBA)、シャーロット・ボブキャッツ(NBA)、メンフィス・グリズリーズ(NBA)、アトランタ・スラッシャーズ(NHL)、ACC、SEC | 2006年（1999年から2006年までTBS傘下の「Turner South」） | Fox Sports South       |
| FOXスポーツ・カロライナ (FSCAROLINAS)       | ノースカロライナ州、サウスカロライナ州                                                                           | シャーロット・ボブキャッツ(NBA、FSBOBCATS)、カロライナ・ハリケーンズ(NHL、FSHURRICANES)、ACC | （サウスの支局扱い）                                    | Fox Sports Carolinas   |
| FOXスポーツ・テネシー (FSTENNESSEE)         | テネシー州 | シンシナティ・レッズ(MLB、オハイオより)、セントルイス・カージナルス(MLB、ミッドウエストより)、メンフィス・グリズリーズ(NBA、FSGRIZZLIES)、ナッシュビル・プレデターズ(NHL、FSPREDATORS)、SEC                                                                                                 | （サウスの支局扱い）                                    | Fox Sports Tennessee   |
| FOXスポーツ・サウスウエスト (FSSOUTHWEST)   | テキサス州、ルイジアナ州、メキシコ州東部、アーカンソー州                                                         | テキサス・レンジャース(MLB、FSRANGERS)、ダラス・マーベリックス(NBA、FSMAVERICKS)、サンアントニオ・スパーズ(NBA、FSSPURS)、ダラス・スターズ(FSSTARS)、Big 12 | 1983年(PS)                                              | Fox Sports Southwest   |
| FOXスポーツ・オクラホマ (FSOKLAHOMA)        | オクラホマ州 | オクラホマシティ・サンダー(NBA、FSTHUNDER）、Big 12 | 2008年（サウスウエストの支局扱い）                      | Fox Sports Southwest   |
| FOXスポーツ・ウエスト (FSWEST)              | カリフォルニア州中部・南部、ネバダ州南部、ハワイ州                                                               | ロサンゼルス・エンゼルス(MLB、FSANGELS or PTANGELS)、ロサンゼルス・ドジャース(MLB、PTDODGERS)、ロサンゼルス・レイカーズ(NBA、FSLAKERS)、ロサンゼルス・クリッパーズ(NBA、PTCLIPPERS)、ロサンゼルス・キングス(NHL、FSKINGS or PTKINGS)、アナハイム・ダックス(NHL、FSDUCKS or PTDUCKS)、Pac-10 | 1985年(PS)                                              | Fox Sports West        |
| プライムチケット (PRIMETICKET)              | カリフォルニア州中部・南部、ネバダ州南部、ハワイ州                                                               | ロサンゼルス・エンゼルス(MLB、FSANGELS or PTANGELS)、ロサンゼルス・ドジャース(MLB、PTDODGERS)、ロサンゼルス・レイカーズ(NBA、FSLAKERS)、ロサンゼルス・クリッパーズ(NBA、PTCLIPPERS)、ロサンゼルス・キングス(NHL、FSKINGS or PTKINGS)、アナハイム・ダックス(NHL、FSDUCKS or PTDUCKS)、Pac-10 | 1997年(旧FOXスポーツ・ウエスト2)                        | Fox Sports West        |
| FOXスポーツ・ウィスコンシン (FSWISCONSIN)   | ウィスコンシン州、ミネソタ州東部、ミシガン州西部、イリノイ州北部、アイオワ州                                     | ミルウォーキー・ブリュワーズ(MLB、FSBREWERS)、ミルウォーキー・バックス(NBA、FSBUCKS)、ミネソタ・ワイルド(NHL、ノースより)、Big Ten、Big East | 1996年（2007年ノースより独立）                          | Fox Sports Wisconsin   |

### かつてFOXスポーツネットだった局
| 当時のチャンネル名                          | 現在のチャンネル名                                    | 開局                             | 備考 |
| ------------------------------------------- | ----------------------------------------------------- | -------------------------------- | --- |
| FSNシカゴ                                   |                                                       | 1982年(SC)                       | 1997年FSN入り。2006年閉局（閉局後はコムキャストスポーツネット(CSN)・シカゴに番組供給）                                                     |
| FSNニューイングランド                       | CSNニューイングランド (Comcast SportsNet New England) | 1981年(SC)                       | 1998年FSN入り。2007年チャンネル名変更（FSNからの番組供給は継続）                                                                           |
| FSNベイエリア                               | CSNベイエリア (Comcast SportsNet Bay Area)            | 1981年(SC)                       | 1998年FSN入り。2008年チャンネル名変更（FSNからの番組供給は継続）。コムキャストが45%、サンフランシスコ・ジャイアンツが30%、FOXが25%を保有。 |
| FSNニューヨーク                             | MSG Plus                                              | 1976年(SC)                       | 1998年FSN入り。2008年チャンネル名変更（FSNからの番組供給は継続）。ケーブルビジョンが所有しているMSG Networkの姉妹チャンネル。              |
| FSNノースウエスト (FSN NORTHWEST)           | Root Sports Northwest                                 | 1986年(PS)                       | 2011年チャンネル名を変更 |
| FSNピッツバーグ (FSN PITTSBURGH)            | Root Sports Pittsburgh                                | 1986年(PS)                       | 2011年チャンネル名を変更 |
| FSNロッキーマウンテン (FSN ROCKEY MOUNTAIN) | Root Sports Rocky Mountain                            | 1988年(PS)                       | 2011年チャンネル名を変更 |
| FSNユタ (FSN UTAH)                          | Root Sports Utah                                      | （ロッキーマウンテンの支局扱い） | 2011年チャンネル名を変更 |

この他、CSNワシントン、CSNフィラデルフィアにも番組を供給している。

## FSN以外の米FOXスポーツ専門チャンネル
- Fox College Sports（FCS）
- Fox Soccer Channel（FSC）
- Fox Sports en Español（スペイン語によるチャンネル）
- SPEED Channel（モータースポーツ専門）